# Козьянки (Экиманский сельсовет)
Козьянки (бел. Каз'я́нкі) — деревня в Полоцком районе Витебской области Беларуси. В составе Экиманского сельсовета.

## География
Пролегает дорога Н3211. Примыкает к окраине Полоцка.

### Гидрография
Река Коровники, впадающая в Западную Двину.

## История
С 1906 года в Туровлянской волости Полоцкого уезда Витебской губернии.

## Население

### Численность
- 2009 год — 236 человек

### Динамика
- 2009 год — 236 человек (перепись населения)[2]

## Улицы
- Заречная
- Лесная
- Молодёжная
- Полевая
- Садовая
- Центральная

## Археология
24 апреля 1973 года возле деревни Козьянки на правом берегу реки Западная Двина найден монетный клад.
Является одним из крупнейших денежных сокровищ, найденных на территории Восточной Европы.
Клад спрятан в 940-е годы. Состоит из завернутых в бересту куфических дирхемов Арабского халифата. Из них сохранилось 7588 монет эмиров Саманидов, Саффаридов, халифов Аббасидов, волжской Болгарии и имитации монет Саманидов и Аббасидов.

Клад хранится в Полоцком краеведческом музее.
Козьяновский клад свидетельствует, что к середине X века Западно-Двинский путь был одним из главных каналов поступления серебра на Балтику с Волжского пути. Подавляющее большинство монет (не менее 89,05% от числа монет клада) представляет продукцию монетных дворов государства Саманидов. Половинка «рунического дирхама» из Козьянковского клада сопоставлена с целым экземпляром аналогичной монеты из клада восточных и западноевропейских монет, найденной в 1820-х годах в окрестностях Ревеля (Таллин). Письменность неарабографичной легенды «рунического дирхама» это один из восточноевропейских тюркских рунических алфавитов — дукт, так называемого «кубанского письма», выделенного И. Л. Кызласовым. Этот дукт представлен надписью на ручке найденного близ починка Седьярского (ныне деревня Седьяр Балезинского района Удмуртии) в 1884 году серебряного кувшина согдийского производства и надписью на найденном в 1976 году на территории Маяцкого комплекса археологических памятников обломке амфоры.